# Józef Turczyński
Jozéf Turczyński (Jitòmir, 2 de febrer de 1884 - Lausana, 25 de desembre de 1953) va ser un pianista, pedagog i musicòleg polonès que va exercir una poderosa influència en el desenvolupament de l'ensenyament i la interpretació del piano durant la primera meitat del segle xx, especialment en les obres de Frédéric Chopin, del qual va fer una edició interpretativa de les Obres completes per a piano que encara es considera definitiva.
Turczyński va néixer a Jitòmir, en una part de Volínia que ara és a Ucraïna. Primer va ser deixeble del seu pare. El 1907-1908 va estudiar amb Ferruccio Busoni a Viena i va debutar el 1908. Després va continuar estudis amb Anna Iéssipova a Rússia i va guanyar el primer premi al concurs de piano de Sant Petersburg el 1911. Va tocar a totes les capitals europees, i de 1915 a 1919 va ser professor al Conservatori de Kíev. Després va tornar a Polònia per fer-se càrrec de la classe de pianistes concertistes del Conservatori Estatal de Varsòvia.
Entre els pianistes que van rebre instruccions d'ell hi havia Halina Czerny-Stefańska (1935–39), Witold Małcużyński, Henryk Sztompka, Stanisław Szpinalski, Max Fishman i Ryszard Bakst.
L'edició de les obres completes de Chopin, l'edició més acceptada des de la Segona Guerra Mundial, es va iniciar sota la presidència editorial d'⁣Ignacy Jan Paderewski el 1937. Va ser preparat per a l'⁣Institut Frederic Chopin de Varsòvia (Instytut Fryderyka Chopina, Polskie Wydawnictwo Muzyczne). A la mort de Paderewski el 1941, quan tot just començava, Turczyński va assumir la tasca amb Ludwik Bronarski, i va acabar el treball el 1949 en 27 volums. Cada volum inclou un comentari compàs a compàs sobre textos variants com a suplement, i l'edició es va basar principalment en la comparació de manuscrits autògrafs, còpies aprovades i primeres edicions, amb especial atenció a les marques dinàmiques i digitacions originals, etc.
En els seus darrers anys, Turczyński va viure al Brasil, però va morir a Lausana, Suïssa.